# Itero de la Vega
Itero de la Vega est un municipio (municipalité ou canton) situé dans le Nord de l’Espagne, dans la comarca (comté ou pays ou arrondissement) de Tierra de Campos, dans la Communauté autonome de Castille-et-León, province de Palencia.
Itero de la Vega est aussi le nom du chef-lieu du municipio
La population du municipio était de 180 habitants en 2010.
Itero de la Vega est une halte sur le Camino francés du Pèlerinage de Saint-Jacques-de-Compostelle.

## Démographie
| 1900 |  | 1910 |  | 1920 |  | 1930 |  | 1940 |  | 1950 |  | 1960 |  | 1970 |  | 1981 |  | 1991 |  | 2001 |  | 2004 |  | 2010 |
| ---- |  | ---- |  | ---- |  | ---- |  | ---- |  | ---- |  | ---- |  | ---- |  | ---- |  | ---- |  | ---- |  | ---- |  | ---- |
| 588  |  | 570  |  | 557  |  | 548  |  | 543  |  | 542  |  | 561  |  | 454  |  | 334  |  | 280  |  | 226  |  | 215  |  | 180  |

## Culture et patrimoine

### Le Pèlerinage de Compostelle
Par le Camino francés du Pèlerinage de Saint-Jacques-de-Compostelle, le chemin vient soit de Itero del Castillo soit directement de Castrojeriz.
La prochaine étape est Boadilla del Camino, par l'Otero Largo (857 m).

### Patrimoine civil et naturel

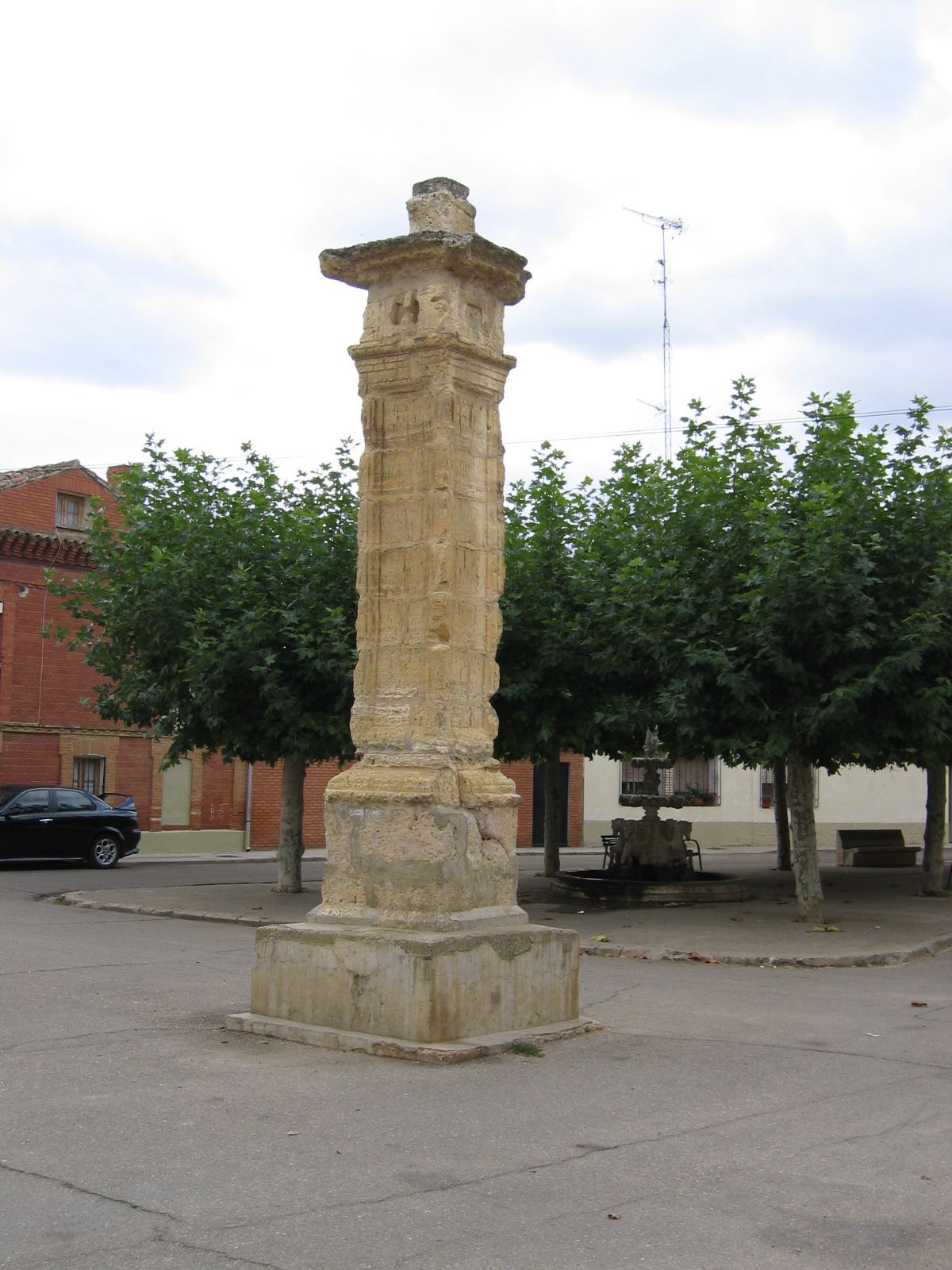
La colonne de la justice (rollo de justicia).

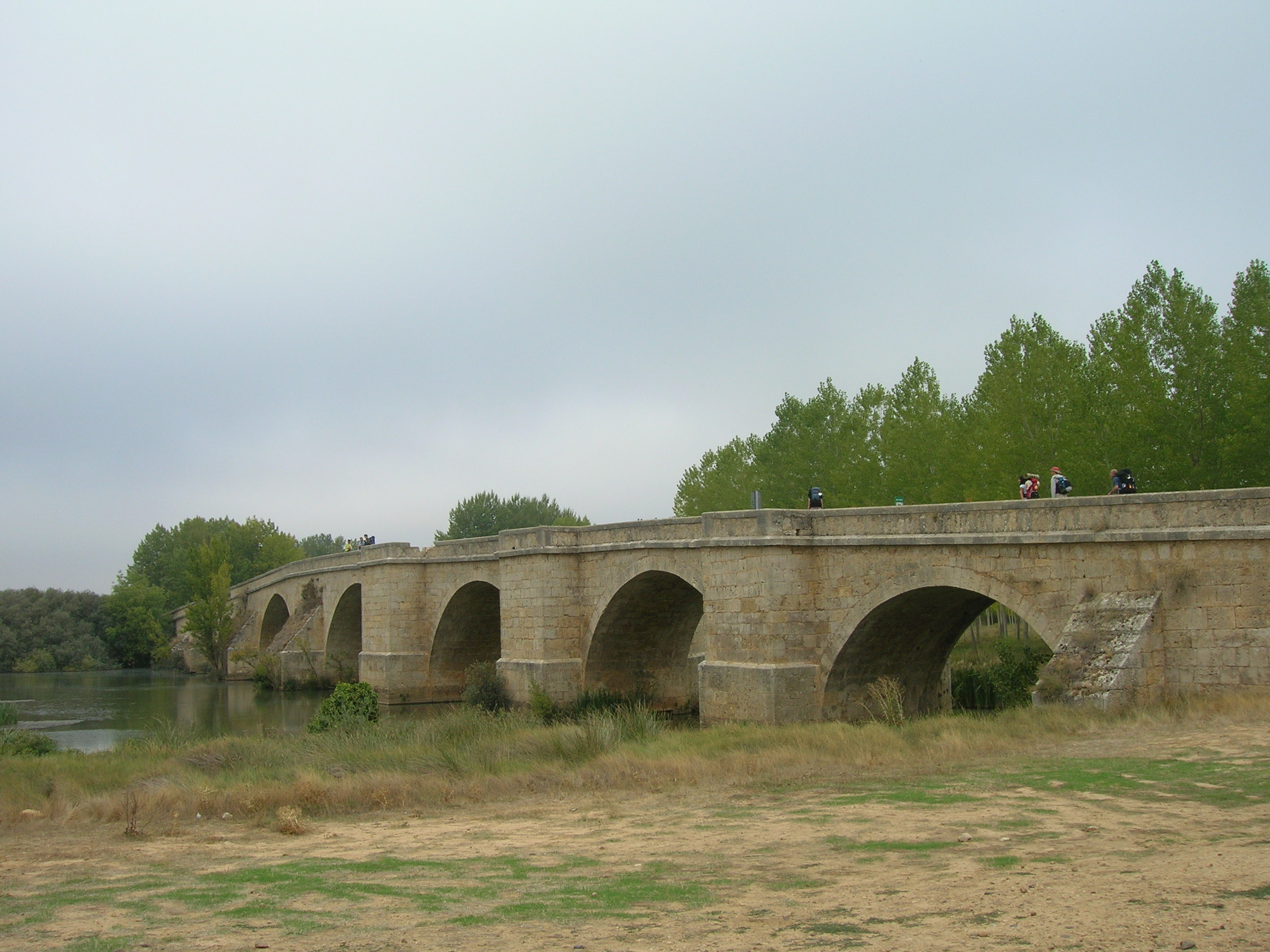
Le pont d'Itero (puente de Itero ou Puente Fitero) sur le rio Pisuerga, près dItero de la Vega.

## Sources et références
- (es) Cet article est partiellement ou en totalité issu de l’article de Wikipédia en espagnol intitulé « Itero de la Vega » (voir la liste des auteurs).
- Grégoire, J.-Y. & Laborde-Balen, L. , « Le Chemin de Saint-Jacques en Espagne - De Saint-Jean-Pied-de-Port à Compostelle - Guide pratique du pèlerin », Rando Éditions, mars 2006,  (ISBN 2-84182-224-9)
- « Camino de Santiago St-Jean-Pied-de-Port - Santiago de Compostela », Michelin et Cie, Manufacture Française des Pneumatiques Michelin, Paris, 2009,  (ISBN 978-2-06-714805-5)
- « Le Chemin de Saint-Jacques Carte Routière », Junta de Castilla y León, Editorial Everest

1. ↑  www.cajaespana.es

### Article(s) connexe(s)
- Chemins de Compostelle